# Tatort: Das ist unser Haus
Das ist unser Haus ist ein Fernsehfilm aus der Krimireihe Tatort. Der vom Südwestrundfunk produzierte Beitrag ist die 1153. Tatort-Episode und wurde am 17. Januar 2021 im Ersten erstmals gesendet. Das Stuttgarter Ermittlerduo Lannert und Bootz ermittelt in seinem 27. Fall. Es ist der dritte Tatort des Regisseurs Dietrich Brüggemann nach Stau (2017) und Murot und das Murmeltier (2018).

## Handlung
Das Fundament eines Gebäudes der Baugemeinschaft Oase Ostfildern muss bereits vier Wochen nach dem Erstbezug wegen eines Abdichtungsproblems wieder aufgebaggert werden. Dabei kommt eine weitgehend skelettierte Leiche zum Vorschein. Bei der Verstorbenen handelt es sich um eine etwa 40 Jahre alte Frau, die laut dem Rechtsmediziner Dr. Voigt eine für ihr Alter ungewöhnliche starke Ausprägung von Osteoporose aufweist.
Thorsten Lannert und Sebastian Bootz versuchen Hinweise auf die Identität der Toten von den Mitgliedern des gesellschaftlichen Wohnprojekts zu erhalten. Als einiges darauf hindeutet, dass es sich bei dem Opfer um Beverly handeln könnte, die sich vor über einem Jahr um eine Wohnung in dem Haus beworben hatte und zeitweise Mitglied ihrer Gemeinschaft war, ermitteln die Polizisten in diese Richtung. Beverly war seit etwa einem Jahr verschwunden, und da niemand der Hausbewohner den Nachnamen kennt, sind die Nachforschungen mühsam. Erst nach vielen Gesprächen finden die Ermittler über eine Rückwärtsbildersuche eine Website, in deren Impressum der vollständige Name vermerkt ist.
Lannert und Bootz sind sehr überrascht, als sie Beverly schließlich gesund und munter antreffen. Sie gibt an, einige Monate im Ausland gewesen zu sein. Somit erweist sich auch die Spur zu dem früheren Bewerber Stefan Heuer, dessen Aufnahme in die Gruppe an einem Veto Beverlys gescheitert war, das diese wegen eines unbegründeten Verdachts gegen ihn abgegeben hatte, als falsch.
Der Leichenfund hat die Baugemeinschaft sehr durcheinander gebracht, so dass es oft Streit unter den Mitgliedern gibt und sie sich teilweise gegenseitig der Tat beschuldigen. Daher wünschen sich alle, dass der Fall bald aufgeklärt wird. Ein paar von ihnen bedrohen sogar Stefan Heuer vor dessen Wohnung, da sie ihn für den Täter halten.
Als sich die Baugemeinschaft mit selbstgebackenem Kuchen in der Nachbarschaft vorstellt, bemerkt sie ein Haus, in dem in der letzten Zeit niemand gesichtet wurde, obwohl abends Licht brennt. Durch diesen Hinweis gelingt es Lannert und Bootz nach Recherchen und dem Abgleich des Zahnstatus die Bewohnerin des Hauses, Elena Freilert, als die unbekannte Tote in der Baugrube zu identifizieren. Alle Indizien deuten auf Wendelin, den verantwortlichen Baugemeinschafts-Mitbewohner.
Ein unbeholfener Fluchtversuch per Fahrrad endet, als sich ihm die Mitbewohner in den Weg stellen. Wendelin gibt nun zu, der Frau bei einer Behandlung in seiner alternativmedizinischen Praxis in unmittelbarer Nähe des Wohnhauses versehentlich das Genick gebrochen zu haben, woran sie verstarb. Er hatte Angst, dafür zur Verantwortung gezogen zu werden, und legte die Leiche heimlich in das Fundament der Baugemeinschaft.
Das Paar Martina und Karsten, das in der Baugemeinschaft wohnt, beschließt danach, mitsamt seinen Kindern auszuziehen, während sich Beverly in Wendelins Wohnung einmietet.

## Hintergrund
Der Film wurde unter dem Arbeitstitel Leiche im Keller vom 15. Januar 2020 bis zum 15. Februar 2020 gedreht. Hauptdrehort war ein vom SWR dafür angemieteter Neubau im Karlsruher Stadtteil Daxlanden.
Die im September 2017 ausgestrahlte Folge Stau der beiden Stuttgarter Ermittler, die erste Tatort-Arbeit von Regisseur Brüggemann und Co-Autor Bickermann, nutzt ein ähnliches Konzept und weist Parallelen auf, „nach den Sozialstudien im Mikrokosmos Verkehrsstau folgen nun also die in der Baugemeinschaft“.
Regisseur Dietrich Brüggemann, der neben seiner Filmarbeit gemeinsam mit Desiree Klaeukens die Band Theodor Shitstorm bildet, besetzte einige Rollen mit Musikern, darunter seine Bandkollegin. Weitere Musiker im Cast sind Heinz Rudolf Kunze und Christiane Rösinger. Neben Dietrich Brüggemanns Schwester Anna Brüggemann wirkte auch Desiree Klaeukens bei Brüggemanns vorheriger Tatort-Produktion Murot und das Murmeltier mit.

## Rezeption

### Kritiken
Nach Einschätzung der Redaktion der TV Today sei mit der Episode ein „entlarvender, präziser Blick auf Häuslebauer-Kleinklein“ gelungen. Die Ermittler „finden sich in einem seltsamen Mikrokosmos wieder“ und „stoßen auf Idealismus, Sozialromantik, skurrile Befindlichkeiten und schnöde Eifersüchteleien“. „Deutschlands Wohnwahnsinn treibt immer buntere Blüten“, was Brüggemann und Bickermann nutzen, um „Mietwucher, Wohnungsknappheit und alternative Eigentümermodelle zur treffsicheren Realsatire mit Kammerspielcharakter“ zu verarbeiten. Dabei gelingt es ihnen „ein drängendes Gesellschaftsproblem“ herunterzubrechen „auf präzise, sorgfältig austarierte Einzelschicksale“. Dadurch werden „viele persönliche Privathöllen“ gezeigt, „die sich zum genialen Ganzen fügen“, doch „der Clou“ sei, „am Ende müssen die Cops noch mal komplett umdenken“. Die Episode erhielt zwei von drei möglichen Punkten.
Die Redaktion der prisma nannte die Episode „eine Geschichte über beste Freunde, Zusammenhalt und die teils gestörte Welt – aber auch darüber, ob vor einer Abstimmung erst entschieden werden soll, ob überhaupt abgestimmt werden soll.“ Die „starke Story“ sei „teils flach gespielt“ und erhielt zwei von drei möglichen Punkten.
Martin Oversohl resümiert für die Westfälischen Nachrichten: „Ein Stuhlkreis? Integrative Körpertherapie? Und Räucherstäbchen? Das bringt auch die beiden erfolgsverwöhnten Ermittler […] an den Rand der Geduld.“ Kritisch ergänzt er, „manchem Krimifan könnte es ähnlich gehen, während er dem Duo […] dabei zuschaut, wie es seinen 27. Fall in einer alternativen Baugemeinschaft am Stadtrand aufklärt.“ Die Teilnehmer dieser Baugemeinschaft „vermuten den Mörder in den eigenen Reihen“ und durch „Leichenfund und Spurensuche“ werden „die positiven Schwingungen innerhalb der politisch korrekt zusammengewürfelten Gemeinschaft“ doch „zumindest ordentlich durcheinander“ gebracht. Die Episode als „Realsatire“ besitzt nach Einschätzung von Oversohl „bisweilen den Charakter eines Kammerspiels“, wobei Regisseur Brüggemann und Co-Autor Bickermann „viel, ein bisschen zu viel“ in ihre Handlung aufnehmen.
Susanne Poitz von den Westfälischen Nachrichten lobt, „über lange Zeit war nicht klar, ob das Opfer, wie vermutet, tatsächlich ein ehemaliges Mitglied der Gemeinschaft war“, was „dem klassischen Krimi eine gewisse Würze“ gab. Dies „erhöhte die Spannung“ zugleich, während „ein tiefgründiger Blick auf die Hausgemeinschaft geworfen“ wurde, „deren harmonische Fassade ordentlich Risse bekam“. Kritisch merkte Poitz an, „zwar wurde nicht darauf hingearbeitet, dass am Ende des Tages doch jeder nur ein Einzelkämpfer war“, und doch „war nicht alles so rosarot wie es den Anschein hatte“.

### Einschaltquote
Die Erstausstrahlung von Das ist unser Haus am 17. Januar 2021 wurde in Deutschland von 10,15 Millionen Zuschauern gesehen und erreichte einen Marktanteil von 28,1 % für Das Erste.